# کارستن مولر (بازیکن فوتبال)
کارستن مولر (انگلیسی: Carsten Müller؛ زادهٔ ۳ اکتبر ۱۹۷۱) بازیکن فوتبال است.

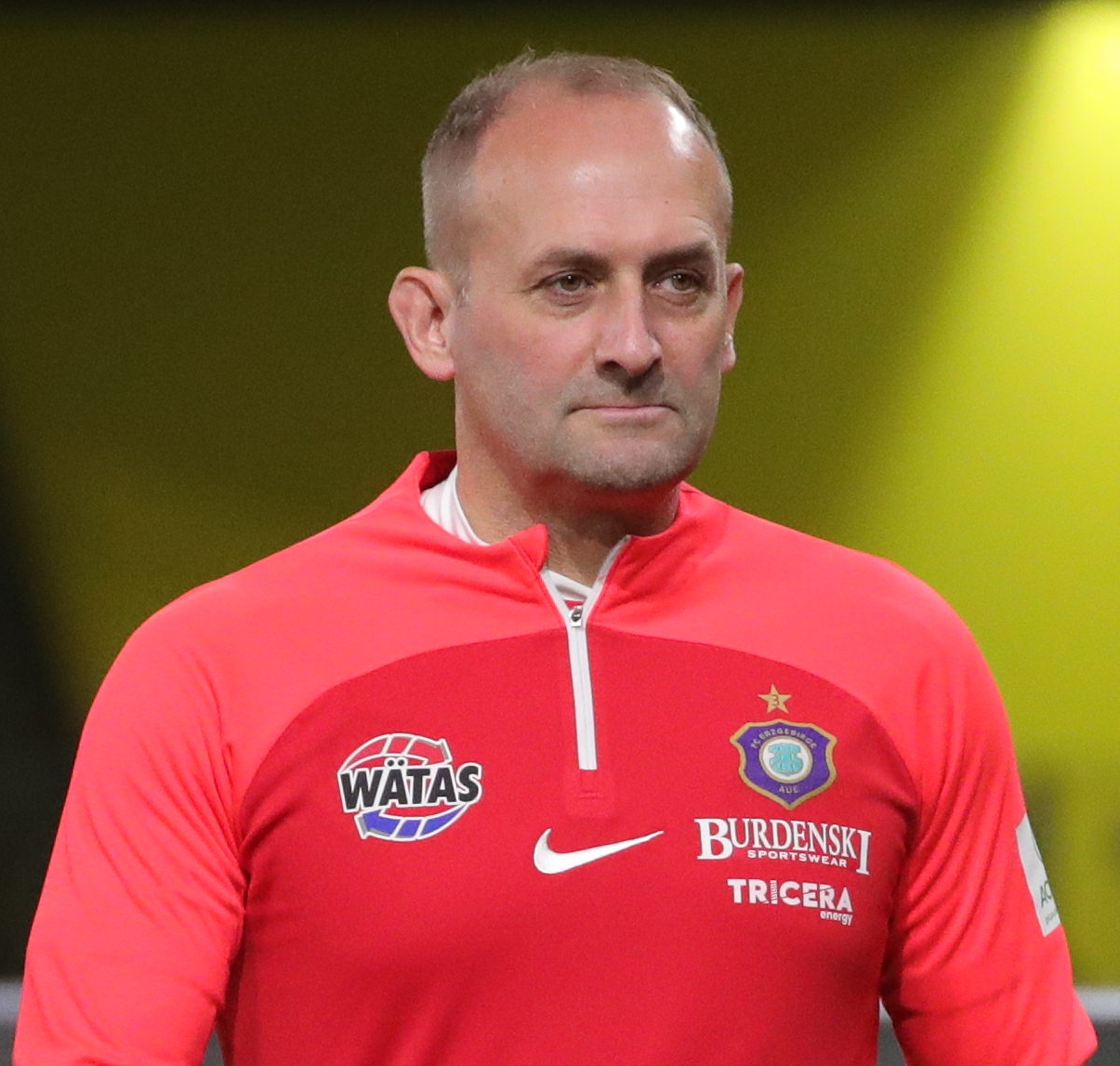
کارستن مولر در سال ۲۰۲۲

وی همچنین در تیم ملی فوتبال آلمان شرقی بازی کرده‌است.